# Yakovlev Yak-200
Yakovlev Yak-200 là một mẫu thử máy bay huấn luyện của Liên Xô trong thập niên 1950.

## Tính năng kỹ chiến thuật (Yak-200 trước khi sửa đổi)
Dữ liệu lấy từ Gordon et al., OKB Yakovlev: A History of the Design Bureau and its Aircraft
Đặc tính tổng quan
- Kíp lái: 2
- Chiều dài: 12,95 m (42 ft 6 in)
- Sải cánh: 17,45 m (57 ft 3 in)
- Diện tích cánh: 36 m2 (390 foot vuông)
- Trọng lượng rỗng: 3.910 kg (8.620 lb)
- Trọng lượng cất cánh tối đa: 4.715 kg (10.395 lb)
- Động cơ: 2 × Shvetsov ASh-21 , 522 kW (700 hp) mỗi chiếc
- Cánh quạt: 2-lá VISh-11V-20A

Hiệu suất bay
- Vận tốc cực đại: 400 km/h (249 mph; 216 kn)
- Tầm bay: 1.280 km (795 mi; 691 nmi)
- Trần bay: 7.160 m (23.491 ft)